# 加利福尼亞 (桑坦德省)
加利福尼亞是哥倫比亞的城鎮，位於該國東北部，由桑坦德省負責管轄，距離首府布卡拉曼加57公里，始建於1820年，面積45平方公里，海拔高度2,191米，2005年人口1,783。
7°21′N 72°58′W / 7.350°N 72.967°W